# Liste des US Routes en Virginie-Occidentale
Les US Routes en Virginie-Occidentale font partie du réseau des US Routes. Celles-ci sont entretenues par le West Virginia Division of Highways (WVDOH).

## Liste
| Numéro       | Longueur (mi) | Longueur (km) | Terminus sud / ouest                                                                        | Terminus nord / est                                                                                         | Créée    | Notes                                                          |
| ------------ | ------------- | ------------- | ------------------------------------------------------------------------------------------- | --- | -------- | -------------------------------------------------------------- |
| US 11        | 26,20         | 42,20         | US 11 à la frontière de la Virginie à Ridgeway                                              | US 11 à la frontière du Maryland près de Marlowe                                                            | 1925     |                                                                |
| US 19        | 249,00        | 400,70        | US 19 à la frontière de la Virginie à Bluefield                                             | US 19 à la frontière de la Pennsylvanie près de Granville                                                   | 1926     |                                                                |
| US 22        | 5,97          | 9,61          | US 22 à la frontière de l'Ohio à Weirton                                                    | US 22 à la frontière de la Pennsylvanie à Weirton                                                           | 1926     |                                                                |
| US 30        | 4,00          | 6,40          | US 30 à la frontière de l'Ohio à Chester                                                    | US 30 à la frontière de la Pennsylvanie près de Chester                                                     | 1926     |                                                                |
| US 33        | 248,00        | 399,00        | US 33 à la frontière de l'Ohio à Ravenswood                                                 | US 33 à la frontière de la Virginie près de Franklin                                                        | 1937     |                                                                |
| US 35        | 22,60         | 36,40         | I-64 à Teays Valley                                                                         | US 35 à la frontière de l'Ohio près de Beech Hill                                                           | 1934     |                                                                |
| US 40        | 16,00         | 26,00         | US 40 / US 250 à la frontière de l'Ohio à Wheeling                                          | US 40 à la frontière de la Pennsylvanie près de Wheeling                                                    | 1926     |                                                                |
| US 48        | 143,00        | 230,00        | WV 93 près de Davis                                                                         | US 48 à la frontière de la Virginie près de Wardensville                                                    | 2002     |                                                                |
| US 50        | 196,20        | 315,75        | US 50 à la frontière de l'Ohio à Blennerhassett US 50 à la frontière du Maryland à Gormania | US 50 à la frontière du Maryland près de Brookside US 50 à la frontière de la Virginie près de Capon Bridge | 1926     |                                                                |
| US 52        | 184,90        | 297,60        | I-77 / US 52 à la frontière de la Virginie près de Bluefield                                | US 52 à la frontière de l'Ohio à Huntington                                                                 | 1926     | Près de Williamson, la route entre très brièvement au Kentucky |
| US 60        | 177,80        | 286,10        | US 60 à la frontière du Kentucky à Kenova                                                   | I-64 / US 60 à la frontière de la Virginie près de White Sulphur Springs                                    | 1926     |                                                                |
| US 119       | 279,70        | 450,10        | US 119 à la frontière du Kentucky à Williamson                                              | US 119 à la frontière de la Pennsylvanie près de Morgantown                                                 | 1926     |                                                                |
| US 121       | 59,10         | 95,10         | US 121 à la frontière de la Virginie près de Paynesville                                    | I-64 / I-77 à Beckley                                                                                       | proposée |                                                                |
| US 219       | 196,00        | 315,00        | US 219 à la frontière de la Virginie à Peterstown                                           | US 219 à la frontière du Maryland près de Thomas                                                            | 1934     |                                                                |
| US 220       | 93,00         | 150,00        | US 220 à la frontière de la Virginie près de Franklin                                       | US 220 à la frontière du Maryland à Keyser                                                                  | 1929     |                                                                |
| US 250       | 185,00        | 297,67        | US 40 / US 250 à la frontière de l'Ohio à Wheeling                                          | US 250 à la frontière de la Virginie près de Bartow                                                         | 1928     |                                                                |
| US 340       | 16,03         | 25,80         | US 340 à la frontière de la Virginie près de Berryville, VA                                 | US 340 à la frontière de la Virginie à Harpers Ferry                                                        | 1926     |                                                                |
| US 460       | 26,80         | 43,10         | US 460 à la frontière de la Virginie à Bluefield                                            | US 460 à la frontière de la Virginie à Glen Lyn, VA                                                         | 1933     |                                                                |
| US 522       | 19,00         | 31,00         | US 522 à la frontière de la Virginie à Ridge                                                | US 522 à la frontière du Maryland à Hancock, MD                                                             | 1944     |                                                                |
| - Non-ouvert |               |               |                                                                                             | |          |                                                                |